# 夏尔坦·海于根
夏尔坦·海于根（挪威語：Kjartan Haugen，1975年3月6日—），挪威男子越野滑雪运动员。他曾代表挪威参加1998年、2002年、2006年、2010年和2022年冬季残疾人奥林匹克运动会越野滑雪比赛，获得二枚金牌、一枚银牌和三枚铜牌。